# Wreck-Gar
 (avril 2015).
Si vous disposez d'ouvrages ou d'articles de référence ou si vous connaissez des sites web de qualité traitant du thème abordé ici, merci de compléter l'article en donnant les références utiles à sa vérifiabilité et en les liant à la section « Notes et références ».
Wreck-Gar est un personnage de l'univers des Transformers.
Fonction : Autobots
Mode alternative : moto dans G1, camion poubelle dans Animated

## Histoire
Dans G1, il est le Chef des junkions.
Dans Animated, son nom français est Ozimondice, il est créé par un fragment de Allspark dans l'épisode "Poubelle ouverte, poubelle fermée" et il est juste a moitié crétin.
Puis il est revenu pour la dernière fois dans l'épisode "Erreur humaine 2eme partie" de lutter contre Soundwave le decepticon au côté de Sari, de Scrapper le constructicon et de Snarl le dinobot et quand cela est fait il est vu déguisé en père noël distribuant ses déchets. Comme la saison 4 est annulée, il est présumé que Wreck-Gar est mort comme Starscream : en ayant perdu son fragment du AllSpark lorsque Prowl et Jazz le reconstitue dans Fin de Partie (partie 2).
On peut supposer qu'il apparait dans Transformers 3: La Face Cachée De La Lune, mais aucun renseignement ne le confirme. Il n'y apparaît pas finalement.